# Reinhard von Dalwigk (Intendant)

Reinhard von Dalwigk

Reinhard Ludwig Karl Gustav von Dalwigk (* 21. Januar 1818 in Kassel; † 3. Juni 1897 in Wehlheiden bei Kassel) war ein oldenburgischer Hofmarschall sowie Intendant des Großherzoglichen Hoftheaters in Oldenburg.

## Leben
Dalwigk wurde als Sohn des hessen-kasselschen Hofmarschalls und Gutsbesitzers Alexander Felix von Dalwigk (* 26. Juni 1776; † 16. August 1839) und dessen Ehefrau Hedwig geb. Milchling von und zu Schönstadt (* 29. Mai 1787; † 8. November 1854) geboren und wuchs auf dem Familiengut bei Arolsen auf. Er war damit Angehöriger des hessisch-waldeckschen uradeligen Geschlechts Dalwigk, das zur Althessischen Ritterschaft zählte.
Er besuchte das Gymnasium in Bielefeld und studierte anschließend Rechtswissenschaft an den Universitäten Heidelberg und Marburg. 1847 trat er auf Empfehlung des mit ihm entfernt verwandten oldenburgischen Oberkammerherrn Alexander von Rennenkampff als Kammerjunker in den oldenburgischen Hofdienst ein. Im folgenden Jahr ließ er sich beurlauben, um als Freiwilliger an der Schleswig-Holsteinischen Erhebung gegen Dänemark teilzunehmen. Im Oktober 1850 wurde er Kammerherr und Kavalier des Erbgroßherzogs Nikolaus Friedrich Peter, den er 1850–1851 auf dessen Bildungsreise nach Italien, Griechenland und in die Türkei begleitete. In diesen Monaten erwarb sich Dalwigk das Vertrauen des Thronfolgers, nach dessen Regierungsantritt 1853 er im Hofdienst rasch Karriere machte.
Dalwigk hatte sich als gebildeter Dilettant bzw. Autodidakt im Selbststudium gründliche Kenntnisse auf musikalischem und künstlerischem Gebiet angeeignet und erhielt 1854 die Aufsicht über die oldenburgische Hofkapelle, die zwar in erster Linie dem Hof verpflichtet war, aber durch öffentliche Konzerte eine zunehmend wichtigere Rolle im Musikleben der Stadt spielte. Seit Beginn der 1860er Jahre setzte sich Dalwigk für eine Reorganisation des oldenburgischen Theaters ein. Großherzog Peter II. hatte 1854 das Theater wegen ständig steigender Subventionen aus der Hofverwaltung ausgegliedert und seine Leitung in private Hände gelegt. Diese Lösung war sowohl in finanzieller wie auch in künstlerischer Hinsicht auf die Dauer nicht tragfähig. Auf Dalwigks Vorschlag setzte der Großherzog im Herbst 1865 eine Theaterkommission als oberstes Aufsichts- und Kontrollorgan ein, der Dalwigk sowie der Hofrat Heinrich Georg Köhler, der Leiter der Hofintendantur, angehörten. Beide Männer leiteten das Theater gemeinsam bis 1893, wobei Dalwigk die Repräsentanz nach außen und die Funktion eines Intendanten übernahm. In die Zeit ihrer Geschäftsführung fällt der Neubau des Theaters, der 1881 eingeweiht wurde. Zu diesem Anlass verfasste Dalwigk eine materialreiche und anschaulich geschriebene Chronik des Theaters. 1873 wurde er zum Oberhofmarschall ernannt und 1877 mit dem Titel Exzellenz ausgezeichnet. Neben diesen Ämtern war er seit 1856 Vorstandsmitglied des Oldenburger Kunstvereins und von 1873 bis 1893 auch dessen Vorsitzender. 1875 wurde er Mitglied der Literarischen Gesellschaft Oldenburgs. Der Komponist und Oldenburger Hofkapellmeister Albert Dietrich widmete ihm die 1872 erstveröffentlichte Konzertouvertüre Normannenfahrt. - Aus Altersgründen legte Dalwigk 1893 sämtliche Ämter nieder und lebte danach auf den Gütern seiner Familie in Waldeck und Hessen, wo er vier Jahre später im 80. Lebensjahr starb.

## Familie
Reinhard von Dalwigk war seit dem 19. Oktober 1851 verheiratet mit Jenny Charlotte geb. von Wachholtz (* 16. Mai 1820; † 30. Mai 1865), der Tochter des braunschweigischen Generalmajors Friedrich Ludwig von Wachholtz. Der aus dieser Ehe stammende Sohn Reinhard Karl Robert Alexander (* 14. Dezember 1855; † 2. März 1935) wurde Generalleutnant und Vorstand der Militärkanzlei des Großherzogs von Oldenburg.

## Werke (Auswahl)
- Briefe aus Rom und Athen. Herausgegeben von Dalwigks Tochter Helene von Dalwigk. Oldenburg. 1901.
- Chronik des alten Theaters in Oldenburg (1833 bis 1881). Festschrift zu der Eröffnung des neuerbauten Theaters am 8. Oktober 1881, Oldenburg 1881 (Digitalisat)